# Joseph Woods
Joseph Woods (Stoke Newington (Londen), 24 augustus 1776 - Lewes (Sussex), 9 januari 1864) was een Brits architect, botanicus en geoloog. Hij was lid van de Society of Antiquaries en erelid van de Society of British Architects, en werd daarnaast omwille van zijn origineel onderzoek ook benoemd tot Fellow of the Linnean Society en Fellow of the Geological Society.

## Levensloop
Joseph Woods werd reeds als kind door zijn ouders, Joseph en Margaret Woods, opgeleid in Latijn, Oud- en modern Grieks, Hebreeuws, Italiaans en Frans. Op de leeftijd van 16 jaar startte hij een studie architectuur onder begeleiding van de architect Daniel Asher Alexander.
In 1806 stichtte hij de London Architectural Society en werd de eerste voorzitter. In 1816, direct na het einde van de napoleontische oorlogen, bezocht hij Frankrijk, Zwitserland en Italië en bestudeerde de plaatselijke architectuur en de flora. Op basis van deze ervaringen publiceerde hij in 1828 zijn werk Letters of an Architect.
Daarna verminderde Woods' interesse in architectuur ten voordele van zijn andere passie, de plantkunde. Reeds in 1818 had hij de resultaten van zijn studie over het geslacht Rosa (rozen) gepubliceerd in de Transactions of the Linnean Society onder de titel Synopsis of the British Species of Rosa, waardoor hij zijn reputatie als taxonoom gevestigd had. In 1835 en 1836 verwerkte hij de botanische notities van zijn reizen in Groot-Brittannië en het continent in meerdere publicaties in de Companion to the Botanical Magazine en vanaf 1843 in The Phytologist.
In 1850 verscheen zijn zeer populaire The Tourist’s Flora: a descriptive catalogue of the flowering plants and ferns of the British Islands, France, Germany, Switzerland, Italy, and the Italian islands, dat verderging op de kennis opgedaan tijdens zijn talrijke botanische excursies in Europa.

## Eponiemen
Het varengeslacht Woodsia is door Robert Brown naar hem vernoemd.